# Gianluca Pozzi
Gianluca Pozzi (n, 17 de junio de 1965 en Bari, Italia) es un jugador de tenis de nacionalidad italiana. En su carrera ha conquistado dos torneos a nivel ATP, su mejor posición fue Nº40 en enero de 2001. 

## Títulos

### Individuales
| Leyenda                |
| Grand Slam (0)         |
| Tennis Masters Cup (0) |
| ATP Masters Series (0) |
| ATP Tour (1)           |

| N.º | Fecha | Torneo   | Superficie | Oponentes en la final | Resultado |
| --- | ----- | -------- | ---------- | --------------------- | --------- |
| 1.  | 1991  | Brisbane | Dura       | Aaron Krickstein      | 6–3, 7–6  |

### Dobles
| Leyenda                |
| Grand Slam (0)         |
| Tennis Masters Cup (0) |
| ATP Masters Series (0) |
| ATP Tour (1)           |

| N.º | Fecha | Torneo  | Superficie | Pareja       | Oponentes en la final    | Resultado |
| --- | ----- | ------- | ---------- | ------------ | ------------------------ | --------- |
| 1.  | 1991  | Newport | Hierba     | Brett Steven | Javier Frana Bruce Steel | 6–4, 6–4  |